# 七ヶ浜国際村
七ヶ浜国際村（しちがはまこくさいむら）は、宮城県宮城郡七ヶ浜町の仙台湾を見下ろす高台にある、コンサートホールや資料館などを擁する七ヶ浜町立の複合施設である。
同施設の近くにある高山外国人避暑地が「高山国際村」とも呼ばれているので混同に注意。

## 概要
明治時代から北洋漁業、高山外国人避暑地、海水浴場などで国際交流とリゾートの歴史がある七ヶ浜町が、リゾート法に後押しされてリゾート開発ブームが起きたバブル景気期に設置した施設。高山外国人避暑地や宮城県内最大の海水浴客数を誇る菖蒲田海水浴場などを見下ろす松島丘陵（塩釜丘陵）上にあり、施設の様々な場所から太平洋を望むことが出来るようになっている。
直達経路はないが、直線距離では近くにある七ヶ浜町役場や七ヶ浜町総合スポーツセンター（七ヶ浜サッカースタジアム等がある）など町の中心地に近く、町のイベントが様々行われている。恒例のイベントがゴールデンウィークや夏休み期間を中心に開催されており、仙台都市圏における文化受容の拠点の1つとなっている。
1998年（平成10年）に、当館の建物が公共建築百選に選ばれている。また、2008年（平成20年）に、当館の文化事業に対し、財団法人地域創造 (JAFRA) が主催するJAFRAアワードにおいて「総務大臣賞」が授与されている。

## 館内施設
毎週火曜日休館。年末年始の休館期間は12月28日〜1月4日。開館時間は9:00 - 22:00（営業時間が異なる施設は以下に適宜掲載）。かつてギャラリー海物語とプリマスハウスは入場有料で、共通券大人300円、子供200円だったが、無料になった。

### 本館
- 国際村ホール
固定席のコンサートホール。577席。
- アンフィシアター（屋外舞台）
- 食の工房（クッキングルーム）
- 手の工房（アトリエスペース）
- セミナー室1、2、3
- 外国語セミナー室
- ギャラリー海物語（10:00 - 17:00）
入館無料。北洋漁業発祥の地である七ヶ浜の漁業の歴史展示室。
- ミュージアムショップ「FROM BLUE（フロム・ブルー）」
- レストラン「Cafe La Luna（カフェ・ラ・ルナ）」（10:30 - ラストオーダー20:00）

### 別棟

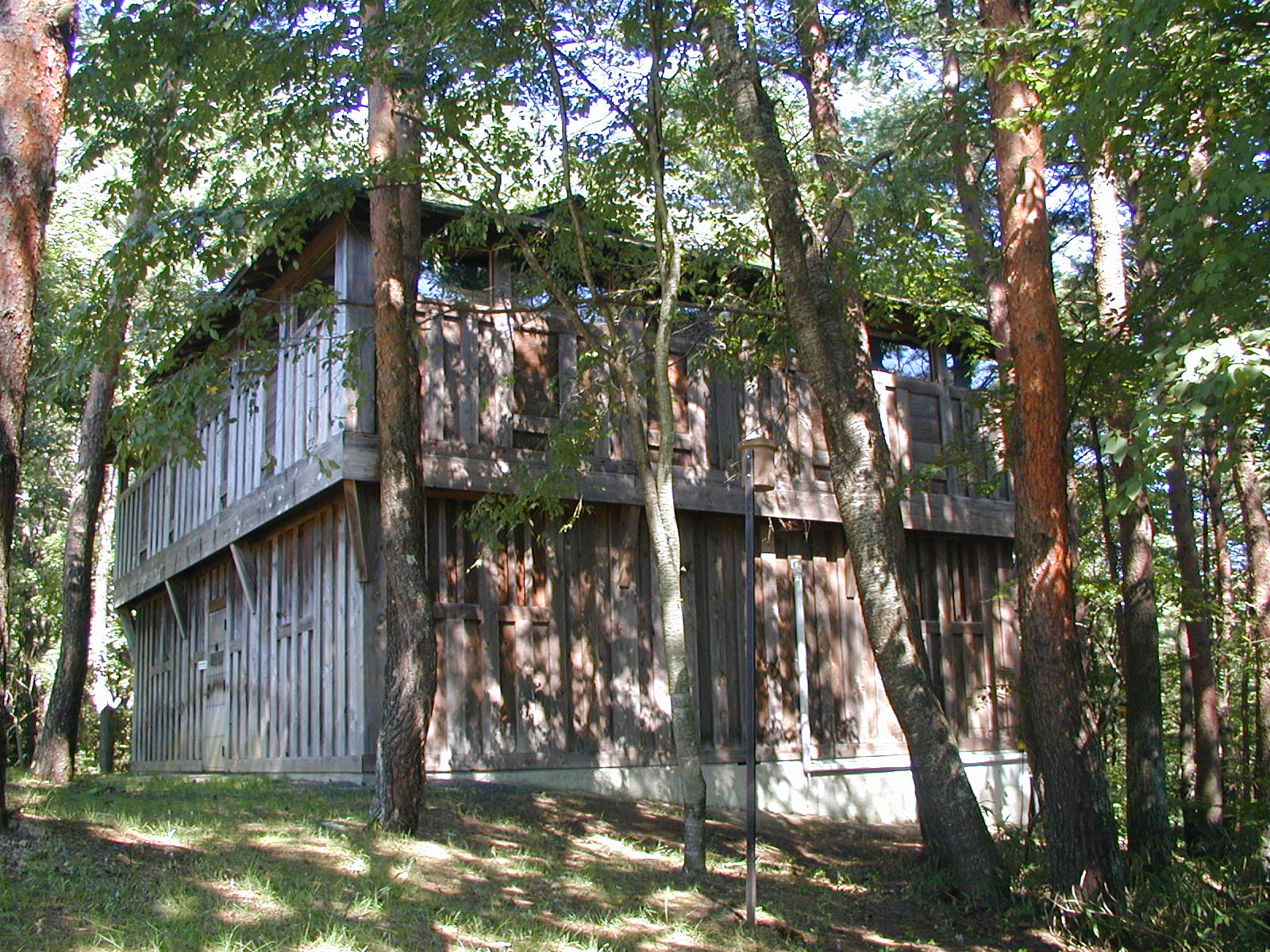
プリマスハウス

- プリマスハウス（10:00 - 17:00）
入館無料。七ヶ浜町の姉妹都市であるアメリカ合衆国・プリマスのピルグリム・ファーザーズの歴史、および、七ヶ浜町の高山外国人避暑地の歴史の資料館。建物は、ピルグリム・ファーザーズのアメリカ大陸入植当時の生活を再現した野外博物館プリマス・プランテーション（Plimoth Plantation）にある、1620年代に建設された砦かつ集会所（当時は墓地の丘「ベリアルヒル」にあった）の復元建造物を模して造られた。

## イベント
恒例のイベント
- 「七ヶ浜国際村インターナショナルデイズ」
例年、ゴールデンウィーク中の5月3日〜5日の3日間開催される。2007年（平成19年）はアルゼンチン、2008年（平成20年）はトルコ、14回目の2009年（平成21年）はメキシコがテーマであった。
- 「七ヶ浜アート・ウォリアーズ」
例年、夏休み期間に美術・音楽・舞台芸術などの連続イベント開催されている。ここ数年は沖縄をテーマに開催されている。

その他
- 「コスでいこう!」や「レイヤーズエデン仙台」など、全館貸切でコスプレイベントが個人や企業主催で定期的に開催されている。仙台都市圏では、コスプレ単独イベントはこのほかに八木山ベニーランドの「仙台コスプレフェスティバル」が定期的に開催されている例である。また、同人誌即売会との併催のコスプレイベントは、仙台駅近くのAERや仙台港の夢メッセみやぎなどで開催されている。

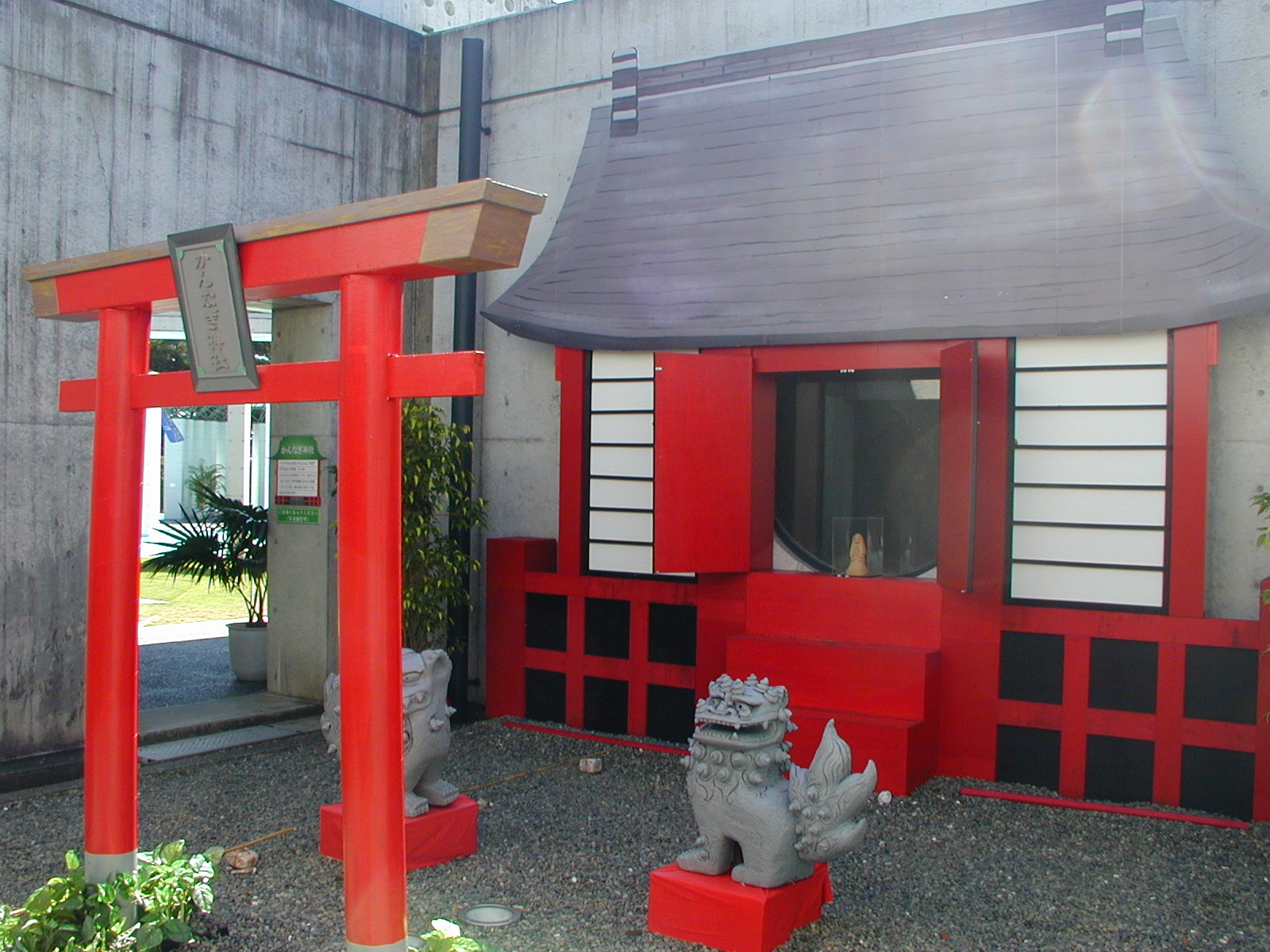
かんなぎ神社。「木の精霊像」がご神体として中央に置かれていた。

- 宮城県出身である武梨えり原作のアニメ『かんなぎ』のロケ地と推定され、「聖地巡礼」と称してファンが多く訪れている鼻節神社が当館の近くにあることを踏まえ、2009年（平成21年）夏に七ヶ浜町が『かんなぎ』関連観光キャンペーンを当館でも開催した[4]。鼻節神社を模したと見られるアニメに登場する神社を「かんなぎ神社」と称して当館に再現したり、「萩の月」と「萩の調」の包装に同アニメのヒロインである"ナギ"を印刷し、各々「ナギの月」と「ナギの調」と命名して町内スタンプラリーの景品として配ったりした[4]。その他、「武梨えり作品展」や痛車展示も開催した[5]。キャンペーン終了後も『かんなぎ』のグッズ販売を続けている。

## アクセス
自家用車の場合は、七ヶ浜町内を一周する宮城県道58号塩釜七ヶ浜多賀城線を走ると、道沿いに案内看板があるので、それに従って進む。バスは本数が少ない。なお、イベント開催時に多賀城駅から臨時バスが運行される場合がある。
- 無料駐車場：200台
- 七ヶ浜町民バス「ぐるりんこ」：JR仙石線・多賀城駅、下馬駅、本塩釜駅より乗車し、「七ヶ浜国際村」下車。